# Hrísztosz Arhondídisz
Hrísztosz Arhondídisz, görögül: Χρήστος Αρχοντίδης (Lefkónasz, 1938. június 26. – 2019. október 22.) görög labdarúgóedző, szövetségi kapitány (1982–1984).

## Pályafutása
1978–79-ben a Pierikósz, 1981-ben a Kórinthosz vezetőedzője volt. 1982 és 1984 között a görög válogatott szövetségi kapitánya. 1984 és 2005 között a Dóxa Drámasz, a Jánina, az Iraklísz, a Diagórasz, az Apólon Zmírnisz, az AÉL, a Panahaikí, a PAÓK, az Athinaikósz és Panszeraikósz csapatainak szakmai munkáját irányította.